# Laura Belli
Laura Belli (Napoli, 11 novembre 1947) è un'attrice, regista e cantante italiana.

## Biografia
Completati gli studi presso il Centro sperimentale di cinematografia e l'Accademia d'arte drammatica, esordisce al cinema nel 1969 in un film erotico, del filone storico-conventuale, del regista Eriprando Visconti, La monaca di Monza. In seguito, il cinema la chiamerà a interpretare soprattutto ruoli drammatici, spesso in film polizieschi. Ma la popolarità le arriva dalla televisione, dove negli anni settanta, dopo aver esordito quale conduttrice della rubrica Prossimamente, prende parte ad alcuni sceneggiati di grande successo, tra cui Il segno del comando (1971) e Ho incontrato un'ombra (1974), entrambi di Daniele D'Anza, Lungo il fiume e sull'acqua di Alberto Negrin (1973) e Gamma di Salvatore Nocita (1975).
Nella seconda metà degli anni settanta Laura Belli ridurrà drasticamente la sua presenza sul piccolo e grande schermo. Il suo ultimo film come attrice risale al 1980. 
Nel corso di un'edizione del 1979 di Domenica in, programma condotto da Corrado, svenne in diretta televisiva. 
Vent'anni più tardi, tuttavia, esordisce come regista cinematografica in una pellicola intitolata Film (2000). Malgrado il cast, che include attrici come Laura Morante e Maddalena Crippa, Film viene mal distribuito e non ha successo e della Belli si perdono nuovamente le tracce.

## Vita privata
Dalla relazione con il presentatore Claudio Lippi nasce, nel 1975, la figlia Lenni.

## Filmografia

### Attrice

#### Cinema

Laura Belli in Milano odia: la polizia non può sparare (1974) di Umberto Lenzi

- La monaca di Monza, regia di Eriprando Visconti (1969)
- Faccia da schiaffi, regia di Armando Crispino (1969)
- La stagione dei sensi, regia di Massimo Franciosa (1969)
- La battaglia del deserto, regia di Mino Loy (1969)
- La polizia ringrazia, regia di Stefano Vanzina (1972)
- La polizia sta a guardare, regia di Roberto Infascelli (1973)
- Il figlioccio del padrino, regia di Mariano Laurenti (1973)
- Milano odia: la polizia non può sparare, regia di Umberto Lenzi (1974)
- I giorni della Chimera, regia di Franco Corona (1974)
- Il caso Raoul, regia di Maurizio Ponzi (1975)
- Hanno ucciso un altro bandito, regia di William Garroni (pseudonimo di Guglielmo Garroni) (1976)
- L'uomo di Corleone, regia di Duilio Coletti (1977)
- Porci con la P.38, regia di Gianfranco Pagani (1978)
- Da Corleone a Brooklyn, regia di Umberto Lenzi (1979)
- Ombre, regia di Mario Caiano e Giorgio Cavedon (1980)

#### Televisione
- La casa di Bernarda Alba di Federico García Lorca, regia di Daniele D'Anza (1971)
- Il segno del comando, regia Daniele D'Anza – miniserie TV (1971)
- Viaggio di andata, regia di Alessandro Cane – film TV (1972)
- Lungo il fiume e sull'acqua, regia di Alberto Negrin – miniserie TV (1973)
- La porta sul buio – serie TV, episodio Il vicino di casa (1973)
- Ho incontrato un'ombra, regia di Daniele D'Anza – miniserie TV (1974)
- Gamma, regia di Salvatore Nocita – miniserie TV (1975)
- Castigo, regia di Anton Giulio Majano – miniserie TV (1977)
- Paura sul mondo, regia di Domenico Campana – miniserie TV (1979)
- L'enigma delle due sorelle, regia di Mario Foglietti – miniserie TV (1980)

### Regista e sceneggiatrice
- Film (2000)

## Programmi televisivi

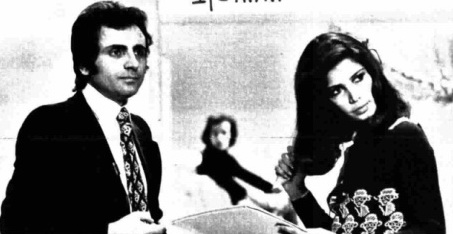
Toni Santagata e Laura Belli ne Il mondo è bello perché è piccolo (1975)

- Il mondo è bello perché è piccolo (1975)
- Chi? (1976)

## Discografia parziale

### 45 giri
- 1976 – Solo tre note/Per... (Dischi Ricordi, SRL 10.784)